# Albert Kunze (Sänger)
Albert Kunze (* 4. September 1872 in Leipzig; † 6. Januar 1954 ebenda) war ein deutscher Opernsänger (Bass), Komiker, Schauspieler und Mundartschriftsteller.

## Leben
In seiner Geburtsstadt Leipzig besuchte Kunze zunächst eine Bürgerschule und das humanistische König-Albert-Gymnasium. Das Gymnasium brach er nach der Unterprima ab, um Schauspielunterricht bei Joseph Tietz zu nehmen. Sein Bühnendebüt am Stadttheater Heilbronn hatte er 1892. Von 1892 bis 1898 lebte Kunze in Lübeck, mit Unterbrechung durch einjährig-freiwillige Militärzeit 1895/96. 1898 ließ er sich bei Albert Goldberg zum Sänger ausbilden. Er kehrte als Bass-Buffo nach Lübeck zurück. Von 1902 bis 1920 arbeitete er als Sänger in Leipzig. Wegen einer Erkrankung musste er den Bühnenberuf zugunsten der Schriftstellerei aufgeben. Dennoch hatte er neben seiner schriftstellerischen Tätigkeit Auftritte bei Theater, Film und Kabarett. Schon 1904 besprach er Schallplatten. Sein besonderes Augenmerk lag dabei auf dem Werk der sächsischen Mundartdichterin Lene Voigt. 1935 musste er sich infolge eines Augenleidens endgültig von der Bühne zurückziehen. Am 19. August 1941 wurde er aufgrund seiner Mitgliedschaft bei den Freimaurern aus der Reichsschrifttumskammer ausgeschlossen, was einem Berufsverbot gleichkam. Kunze starb am 6. Januar 1954 in Leipzig.
Albert Kunze war mit Georg Bötticher, dem Vater von Joachim Ringelnatz befreundet. Beide waren Mitglieder im Männerbund der „Leoniden“, der sich „aus künstlerisch Schaffenden, aus Männern der Gelehrtenwelt und Freunden der Kunst und Wissenschaft“ zusammensetzte.

## Filmografie
- 1921: Kean
- 1921: Das Abenteuer des Dr. Kircheisen
- 1921: Das Gelübde
- 1921: Seefahrt ist not!

## Veröffentlichungen

### Tondokumente

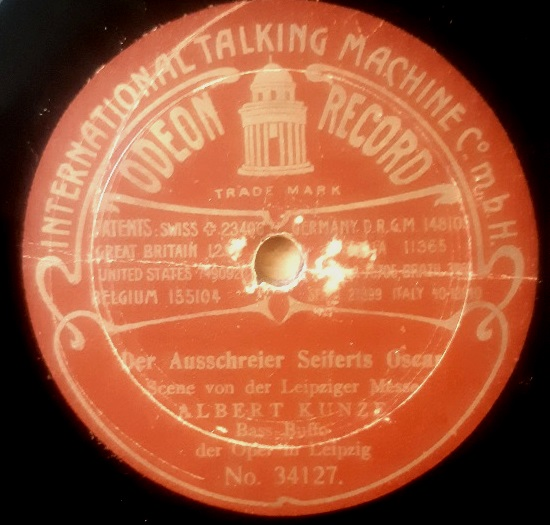
Schallplatte von Albert Kunze (Leipzig 1904)

Kunze hinterließ Schallplattenaufnahmen bei Gramophone/Zonophone, Odeon, Kalliope, Symphonion, Polyphon und Beka.
- Gramophone 41 459 (mx. 226 g) Die verscheuchten Schäfchen / Storch am Meer – 1904
- Zonophone X-21 036 (mx.3044 ½ L) Student Müller im Himmel (Mörbitz) – 1905, auch auf Polyphon 12 462 (mx. 6935), Gramophone 41 885 (mx. 1161)
- Gramophone 3-42 250 (mx. 112 r) Der Jesuit vor der Himmelstür (Moritz Peuschel) – 1906
- Polyphon 12 461 (mx. 6934) Rekrut Dussel (Kunze)
- Polyphon 12 462 (mx. 6936) Seiferts Oskar auf der Leipziger Messe (Kunze)
- Beka B.6819 (mx. 37 517) Des Sängersch Fluch (Lene Voigt) / (mx. 37 521) De Handschuhk (Lene Voigt)
- Beka B.6820 (mx. 37 519) Herr Pietsch an seinen Hund (Lene Voigt) / (mx. 37 520) Herr Pietsch mit Kindern im Zoo (Lene Voigt)
- Beka B.6821 (mx. 37 518) Herr Griemelchen hält eine Rede (Lene Voigt) / (mx. 37 525) Pietsch als Ehemann (Lene Voigt)
- Beka B.6822 (mx. 37 523) Die sägg’sche Lorelei (Lene Voigt) (mx. 37 522) Wie Gaiser Garl Schulvisidadion hielt (Lene Voigt)
- Beka B.6823 (mx. 37 524) Säg’sche Gunde (Lene Voigt) / (mx. 37 526) Abenteuer in Kalau (Mörbitz)

Auf der CD Komiker-Parade Folge 4 ist seine Aufnahme der Sägg’schen Lorelei von Lene Voigt (Beka B.6822 (mx. 37 523)) enthalten.

### Schriften
Zwischen 1932 und 1933 erschienen Bände mit Titeln wie Säggs’sche Märchen, Sächsisch für Anfänger, Dausend un’ zwee Worte Säggs’sch, Zicken und Witze, Säggs’sche Sagen, Säggs’sche Liebesbriefe, Unsere lieben Sachsen und Seiferts Oskar. Sie sind inzwischen wieder als Nachdrucke erhältlich.